# Chelicerca davisi
Chelicerca davisi är en insektsart som först beskrevs av Ross 1940.  Chelicerca davisi ingår i släktet Chelicerca och familjen Anisembiidae. Inga underarter finns listade i Catalogue of Life.